# Apogonia apicalis
Apogonia apicalis är en skalbaggsart som beskrevs av Moser 1908. Apogonia apicalis ingår i släktet Apogonia och familjen Melolonthidae. Inga underarter finns listade i Catalogue of Life.